# Dizi Gilespi
Džon Birks "Dizi" Gilespi (21. oktobar 1917 - 6. januar 1993) bio je američki džez trubač, bend lider, kompozitor i pevač.
Gilespi je bio virtuozni trubač i improvizator, nastavljač virtuoznog stila Roja Eldridža sa dodatkom harmonske i ritmičke kompleksnosti, što se pre toga nije moglo čuti u džez muzici. Kombinacija muzičkog i scenskog umeća, kao i smisla za humor, učinila ga je vodećim popularizatorom nove muzike zvane bi-bap. Njegova beretka i naočari sa okvirom od roga, sket pevanje, iskrivljena truba, naduvani obrazi i vedar duh postali su najprepoznatljiviji simboli bi-bapa.
Četrdesetih godina XX veka, uz Čarlija Parkera, postao je glavna figura u razvoju bi-bapa i modernog džeza. Podučavao je i izvršio uticaj na mnoge muzičare kao što su Majls Dejvis, Džon Fedis, Fets Navaro, Kliford Braun, Arturo Sandoval, Li Morgan, Čak Manđone i pevač Džoni Hartman.
Skot Janou, sa portala AllMusic, piše: "Doprinos Dizija Gilespija džezu je ogroman. Kao jedan od najvećih džez trubača svih vremena, Gilespi je bio toliko kompleksan svirač da njegovi savremenici nisu uspevali da ga dostignu, već su razvijali stilove sviranja sličnije stilovima Majlsa Dejvisa i Fetsa Navara, a tek je sedamdesetih godina Džon Fedis prvi uspeo da oživi Dizijev stil [....] Dizi je upamćen od strane kako kritičara tako i fanova kao jedan od najvećih džez trubača svih vremena."

## Biografija

### Počeci i karijera
Kao najmlađi od devetoro dece Džejmsa i Loti Gilespi, Dizi je rođen u Čerou (Cheraw) u Južnoj Karolini. Otac mu je bio vođa lokalnog benda, tako da su deci bili dostupni razni instrumenti. Gilespi je počeo da svira klavir sa četiri godine. Otac mu je umro kad je imao samo deset godina. Sam je učio da svira trombon i trubu sa dvanaest godina. Od dana kad je čuo svog idola Roja Eldridža na radiju, sanjao je da postane džez muzičar.
Dobio je muzičku stipendiju za Lorinburg institut u Severnoj Karolini, koji je pohađao dve godine pre nego što se sa porodicom preselio u Filadelfiju.
Gilespijev prvi profesionalni angažman je bio u orkestru Frenka Ferfeksa 1935, posle čega se pridružio prvo orkestru Edgara Hejsa, a zatim orkestru Tedija Hila, zamenivši Frenkija Njutna na drugoj trubi, maja 1937. U bendu Tedija Hila, Gilespi je napravio svoj prvi snimak, "King Porter Stomp". Avgusta 1937, dok je svirao sa Hejsom u Vašingtonu, Dizi je upoznao mladu igračicu Lorejn Vilis sa kojom se oženio i ostao u braku do svoje smrti 1993.
Ostao je sa bendom Tedija Hila godinu dana, a zatim otišao i svirao sa drugim bendovima kao "frilenser". Godine 1939, pridružio se orkestru Keba Keloveja, sa kojim je snimio jednu od svojih najranijih kompozicija "Pickin' the Cabbage",1940. godine.
Posle čuvene svađe, krajem 1941, Kelovej je otpustio Gilespija. Ovaj incident su opisali Gilespi i članovi Kelovejevog benda, Milt Hinton i Džona Džons u dokumentarnom filmu rediteljke Džin Bah The Spitball Story, iz 1997. godine. Kelovej nije odobravao Dizijev humor i avanturistički pristup u sviranju sola. Kako kaže Džons, Kelovej je ovakvo sviranje nazvao "kineskom muzikom", a tokom probe, neko iz benda ga je gađao lopticom od papira. Kelovej je, budući da je bio loše raspoložen, okrivio Dizija, koji nije priznao krivicu i ubo je Keloveja nožem u nogu. Kelovej je zaradio manje posekotine na butini i ručnom zglobu. Pošto se sukob završio, Kelovej je otpustio Dizija. Posle nekoliko dana, Dizi je pokušao da se izvini Keloveju, ali ovaj nije prihvatio izvinjenje.
Tokom angažmana u bendu Keba Keloveja, Gilespi je počeo da piše muziku za big bend za Vudija Hermana i Džimija Dorsija. Zatim je svirao kao frilenser u nekoliko bendova, od kojih je najzapaženiji bio orkestar Ele Ficdžerald, sastavljen od članova benda Čika Veba.
Gilespi nije želeo da služi vojsku u Drugom svetskom ratu. Godine 1943, pridružio se bendu Erla Hajnsa.
Gilespi je o Hajnsovom bendu rekao: "Ljudi kažu da je Hajnsov bend bio 'inkubator bi-bapa' i da su vodeći predstavnici ovog stila bili u tom bendu. Ali ljudi takođe imaju pogrešan utisak da je ta muzika bila nova. Nije. Ona se razvila iz onoga što je bilo pre toga. To je u osnovi bila ista muzika. Razlika je bila u tome kako se dolazilo od jednog preko drugog na treće ... prirodno, svako vreme ima svoje fazone."
Gilespi se pridružio bendu Bilija Ekstajna, Hajnsovog dugogodišnjeg saradnika i, kao član Ekstajnovog benda, ponovo je svirao zajedno sa Čarlijem Parkerom koji je takođe bio član ovog benda. Godine 1945, Gilespi je napustio Ekstajnov bend jer je želeo da svira u malom sastavu. "Mali sastav" se obično sastoji od najviše pet muzičara (truba, saksofon, klavir, bas i bubanj).

### Uspon bi-bapa
Bi-bap je poznat kao prvi moderni stil u džezu. U početku je bio nepopularan i nije se na njega gledalo pozitivno kao na sving muziku. Bi-bap se shvatao kao izdanak svinga, a ne kao revolucija. Iz svinga su potekli mnogobrojni muzičari iz doba bi-bapa, kao što su Čarli Parker, Telonijus Monk, Bad Pauel, Keni Klark, Oskar Petiford i Dizi Gilespi. Ovi muzičari su stvorili novi vokabular muzičkih fraza. Gilespi je sa Parkerom džemovao u poznatim džez klubovima Minton's Playhouse i Monroe's Uptown House. Parkerov metod se sastojao u dodavanju akorada na postojeće akordske progresije i nagoveštavanju dodatnih akorada u okviru improvizovanih linija.
Gilespijeve kompozicije kao što su "Groovin' High", "Woody 'n' You" i "Salt Peanuts" zvučale su radikalno drugačije, harmonski i ritmički, od sving muzike koja je bila popularna u to vreme. "A Night in Tunisia", koju je napisao 1942. dok je svirao kod Erla Hajnsa, ima karakteristiku koja je tipična u današnjoj muzici: sinkopiranu bas liniju. Ova kompozicija takođe sadrži i afro-kubanske ritmove. "Woody 'n' You" je snimljena 16. februara 1944, sa bendom koji je vodio Kolmen Hokins, sa Gilespijem kao istaknutim članom i to je bila prva zvanična bi-bap ploča. Dizi se pojavljivao na snimcima benda Bilija Ekstajna, a 1945. počeo je da snima veliki broj albuma kao lider ili kao član benda. Nije se zadovoljavao time da džez ostane u okvirima malih sastava i malih klubova. Koncertom jednog od njegovih malih sastava u Town Hall-u u Njujorku, 22. juna 1945, bi-bap je predstavljen širokoj publici; snimak sa tog koncerta je konačno objavljen 2005. Krajem 1945, počeo je da organizuje big bendove. Bend pod nazivom "Dizzy Gillespie and his Rebop Six", u kome je bio i Parker, počeo je da svira u klubu Billy Berg's u Los Anđelesu, decembra 1945. Nisu naišli na najbolji prijem kod publike i bend se rasformirao. Posle rada sa Parkerom, Gilespi je vodio druge male sastave (u kojima su svirali Milt Hinton, Džon Koltrejn, Lalo Šifrin, Rej Braun, Keni Klark, Džejms Mudi, Džej Džej Džonson i Jusef Latif) i vodio uspešne big bendove, počevši od 1947. Sa svojim big bendovima je, svirajući aranžmane Teda Demerona, Gila Fulera i Džordža Rasela, popularizovao bi-bap, a on sam postao simbol te nove muzike. Članovi Dizijevih big bendova krajem 40-tih takođe su bili i svirači kubanske rumbe Ćano Poso i Sabu Martinez, što je dovelo do pojačanog interesovanja za afro-kubanski džez.
Često se pojavljivao na turnejama i koncertima Jazz at the Philharmonic producenta Normana Grenca.
Godine 1948, Gilespi je imao saobraćajni udes u kome je na njegov bicikl naleteo automobil. Bio je lakše povređen i otkrio je da više ne može da odsvira visoku notu B. Na sudu je za to dobio samo 1000 dolara, s obzirom na visoke prihode koje je imao u to vreme.
Šestog januara 1953, napravio je žurku za svoju ženu Lorejn u klubu Snookie's na Menhetnu, na kojoj mu se levak trube prilikom neke nezgode iskrivio nagore. Njemu se toliko svideo zvuk takvog instrumenta da je dao da mu se napravi posebna truba sa podignutim levkastim završetkom pod uglom od 45 stepeni i ona je postala njegov zaštitni znak.
Godine 1956, Gilespi je pod pokroviteljstvom Stejt departmenta organizovao bend za turneju po Bliskom istoku, koja je naišla na izuzetno dobar međunarodni prijem i posle koje je dobio nadimak "Ambasador džeza". Tokom ovog perioda, nastavio je da vodi i big bend koji je nastupao širom Sjedinjenih Država. Ovaj bend je snimio živi album 1957, na Njuport džez festivalu sa gošćom Meri Lu Vilijams na klaviru.

### Afro-kubanska muzika
Krajem 40-tih godina, Gilespi je bio uključen u pokret pod nazivom Afro-kubanska muzika, kojim je afro-latinoamerička muzika sa svojim elementima počela da se u većoj meri ističe u džezu, kao i u pop muzici. Afro-kubanski džez je zasnovan na tradicionalnim afro-kubanskim ritmovima. Latino trubač Mario Bauza je 1947. upoznao Gilespija sa perkusionistom Ćanom Posom, koji je zatim počeo da svira konge u Gilespijevom bendu. Dizi je radio sa Mariom Bauzom i u njujorškim džez klubovima u Pedeset drugoj ulici i u nekoliko poznatih plesnih klubova kao što su Paladijum i Apolo teatar u Harlemu. Svirali su zajedno i kod Čika Veba i Keba Keloveja, gde su postali prijatelji za ceo život. Gilespi je doprineo razvoju i sazrevanju afro-kubanskog stila u džezu.
Afro-kubanski džez je imao uspeha, jer mu nikada nije opala popularnost i uvek je privlačio ljude da plešu na njegove jedinstvene ritmove. Gilespijevi najpoznatiji doprinosi afro-kubanskoj muzici su kompozicije "Manteca" i "Tin Tin Deo" (obe napisane u saradnji sa Ćanom Posom). Gilespi je 1977. godine otkrio Artura Sandovala dok je istraživao kubansku muziku tokom turneje u toj zemlji.

### Kasnije godine
Dizijev biograf Alin Šipton citira Dona Voterhausa koji kaže da je Gilespi 50-tih "počeo da sazreva u amalgam svog celokupnog iskustva u džezu da bi stvorio osnovu novog klasicizma". Drugi zastupaju mišljenje da je Gilespi, za razliku od njegovog savremenika Majlsa Dejvisa, ostao veran bi-bap stilu tokom ostatka svoje karijere.
Šezdesetih godina XX veka, ušao je u Kuću slavnih časopisa Down Beat.
Tokom predsedničke kampanje u Americi 1964. godine, ironično je objavio svoju kanditaturu za predsednika. Obećao je da će, ako bude izabran, Bela kuća biti preimenovana u Kuću bluza, a njegov kabinet će činiti Djuk Elington (državni sekretar), Majls Dejvis (direktor CIA-e), Maks Rouč (ministar odbrane), Čarls Mingus (ministar za mir), Rej Čarls (bibliotekar Kongresa), Luis Armstrong (ministar poljoprivrede), Meri Lu Vilijams (ambasador u Vatikanu), Telonijus Monk (putujući ambasador) i Malkolm Iks (Državni tužilac).
Godine 1971, Gilespi je objavio da će se kandidovati ponovo, ali se povukao pre izbora iz razloga u vezi sa Bahai religijom.
Dizi Gilespi je bio jedan od najslavnijih pripadnika Bahai vere. Univerzalistički akcenat njegove religije podstakao ga je da posmatra sebe više kao građanina sveta i humanitarca, pojačavajući još više njegovo interesovanje za afričko nasleđe. Razvoj duhovnosti probudio je u njemu velikodušnost i ono što Net Hentof naziva unutrašnjom snagom, disciplinom i "silom duše". Na Gilespijevo preobraćenje najviše je uticala knjiga Bila Sirsa (Bill Sears) "Lopov u noći" ("Thief in the Night"). Gilespi je često govorio o Bahaizmu na svojim putovanjima u inostranstvo. U njujorškom Bahai centru odaju mu počast nedeljnim džez sešnima u memorijalnoj sali.
Gilespi je 1979. izdao autobiografiju pod nazivom To Be or Not to Bop.
Osamdesetih godina XX veka, Gilespi je vodio United Nations Orchestra. Pevačica Flora Purim i saksofonista Dejvid Sančez, koji su svirali u ovom bendu, ističu Dizija kao muzičara koji je veoma uticao na njihov razvoj. Dizi je takođe gostovao u programima Kozbi šou, Ulica Sezam i Mapet šou.
Godine 1982, imao je kameo ulogu u hitu Stivija Vondera "Do I Do". Dizijev ton na trubi je postepeno degradirao poslednjih godina njegovog života i nastupi su često više bili fokusirani na njegove štićenike, Artura Sandovala i Džona Fedisa; duhovite tačke su sve više postajale deo njegovih nastupa.
Godine 1989, imao je 300 nastupa u 27 zemalja, pojavio se u 100 američkih gradova, izveo dve simfonije i snimio četiri albuma. Takođe je krunisan za tradicionalnog poglavicu u Nigeriji, primio najviši orden za kulturu u Francuskoj Ordre des Arts et des Lettres, kao i svoj četrnaesti počasni doktorat, ovoga puta sa Muzičkog koledža Berkli.
Iste godine je dobio i nagradu Gremi za životno delo.
Decembra 1991, tokom angažmana u Emerivilu u Kaliforniji, osećao se loše, posle čega je utvrđeno da boluje od raka pankreasa. Nastupio je još jedno veče, ali je otkazao ostatak turneje zbog zdravstvenih problema, čime se okončala njegova pedesetšestogodišnja karijera. Gilespi je svoje poslednje snimanje u studiju imao 25. januara 1992.

### Smrt i zaostavština
Dizi Gilespi, dugogodišnji stanovnik Inglvuda u Nju Džersiju, umro je od raka pankreasa 6. januara 1993, u 75. godini i sahranjen je na groblju Flašing u Kvinsu (Njujork). Majk Longo je održao govor na sahrani. On je takođe i bio sa Dizijem te večeri kad je umro.
Ostavio je iza sebe suprugu Lorejn Vilis Gilespi (umrla 2004), ćerku Džini Brajson (rođenu iz vanbrančne veze sa tekstopiscem Koni Brajson) i unuka Radžija Birksa Brajson-Bereta. Dizi je imao dve sahrane. Jedna je bila Bahai sahrana, na njegov zahtev, na kojoj su bili najbliži prijatelji i kolege, a druga u Katedrali svetog Jovana Bogoslova (Cathedral of Saint John the Divine) u Njujorku, koja je bila otvorena za javnost.
Dobio je svoju zvezdu na Holivudskoj stazi slavnih na Bulevaru Holivud kod broja 7057.

## Stil
Dizija su opisivali kao "Zvuk iznenađenja". The Rough Guide to Jazz opisuje njegov muzički stil:
Cela suština Gilespijevih sola je u napetosti i iščekivanju: fraze i uglovi prilaza neprestano variraju; posle vratolomnih pasaža slede pauze, veliki intervalski skokovi, jako visoke note, mrmljanje i bluz fraze; uvek je iznenađivao slušaoce, šokirajući ih novim zamislima. Njegovi munjeviti refleksi i izvanredno uvo činili su da mu egzekucija na instrumentu bude u skladu sa brzinom i snagom razmišljanja. I uvek vodi računa o svingu - čak i kada sebi daje najveću slobodu sa pulsom ili bitom, njegove fraze nikada ne prestaju da svinguju. Gilespijev izuzetan osećaj za "tajm" i emocionalni intenzitet sviranja potiču od njegovih korena u detinjstvu. Roditelji su mu bili metodisti, ali je, kao dečak, odlazio svake nedelje u crnačku crkvu. Kasnije je o tome govorio: "Ova crkva je imala za mene veliki muzički značaj. Tamo sam naučio šta znači ritam i sve o tome kako muzika pokreće ljude u duhovnom smislu."
Vinton Marsalis je rekao o Gilespiju kao sviraču i učitelju:
Njegovo sviranje pokazuje važnost inteligencije. Njegova ritmička sofisticiranost je nenadmašna. Majstor je harmonije - bio je fasciniran njenim proučavanjem. Usvojio je svu muziku koju je slušao u mladosti - od Roja Eldridža do Djuka Elingtona - i razvio jedinstven stil izgrađen na kompleksnom ritmu i harmoniji, balansiran smislom za humor. Gilespi je tako brzo razmišljao, da je mogao da kreira beskonačan niz ideja u neuobičajeno brzom tempu. Niko nije čak ni pomišljao, a kamoli pokušao, da svira trubu na taj način. Svi muzičari su ga cenili jer je, osim što je mogao da nadsvira svakoga, toliko toga znao i bio veoma velikodušan u prenošenju tog znanja...

## Odabrana diskografija
- The Harlem Jazz Scene (1941)
- Shaw ‘Nuff (1945)
- Live At The Spotlite (1946)
- Dizzy Gillespie Live At The Downbeat Club (1947)
- Paris 1948 (1948)
- Dee Gee Days (1952)
- Pleyel Concert 1953 (1953)
- Tour De Force (1955)
- Live In Hi-Fi From Birdland (1956)
- At Newport (1958)
- An Electrifying Evening (1961)
- Dizzy Gillespie And The Double Six Of Paris (1964)
- Swing Low, Sweet Cadillac (1967)
- Cornucopia (1969)
- The Bop Session (1975)
- Free Ride (1977)
- Alternate Blues (1980)
- To A Finland Station (1983)
- The Winter In Lisbon (1990)
- To Diz With Love (1992)
- Blues Poeple (1993)
- Strangers In Paradise (1994)
- Bird Songs: The Final Recordings (1997)

## Spoljašnje veze
- The Dizzy Gillespie All-Stars official site